# السد (مسرحية)
السد هو عنوان لأهم وأشهر عمل أدبي للكاتب التونسي محمود المسعدي، وهو عبارة عن مسرحية ذهنية كتبت عام 1938 إلا أنها لم تنشر إلا في الخمسينات من القرن العشرين. وهذه المسرحية ذات نفس روائي مميز وتعتبر صياغة جديدة لأسطورة سيزيف اليونانية لكن بأبعاد حضارية أخرى متعمقة في التراث العربي الإسلامي.
تميزت المسرحية بشخصيات واضحة ودالة ذات نفس شكسبيري كالبطل غيلان وزوجته ميمونة والطيف ميارى والبغل.
كما نجحت في توظيف كل الإمكانيات المسرحية من خلال النص حتى أن أحد النقاد عبر عن ذلك بالقول «مهرجان كامل هو السد».